# 雪曼將軍樹

雪曼將軍樹

雪曼將軍樹（General Sherman）是世界上體積最大的樹，通常也被認為是最大的生物，高83.8公尺，底部最大直徑達11.1公尺。雪曼將軍樹位於美國加利福尼亞州的美洲杉國家公園內，屬於巨杉（也稱為世界爺），樹齡約為2300-2700年。雪曼將軍樹在2002年時曾被測量過體積，為1487立方公尺。
雪曼将军树既不是地球上已知高度最高的（地球上最高的树是亥伯龙树），亦不是最宽阔的（此殊荣归猴面包树和赛普赖斯树所有），更不是最古老的树木。但是论体积，它是地球上已知最大的现存单体树木。

## 历史
雪曼將軍樹由博物學家James Wolverton於1879年時命名，為了紀念南北戰爭時的將軍威廉·特库姆塞·谢尔曼。1931年，与附近的格兰特将军树相较后，雪曼将军树被认为是世界上最大的树木。自此，木材体积（wood volume）作为一项指标，被广泛使用于不同种类树木的测量和比较。
2006年2月，此树的最大树枝从树干上断落。断落树枝甚至粗于大部分树木的树干，半径逾2米，长度逾30米。此树周围部分围栏被压碎，近旁的行道亦被砸坏，无人员伤亡。此次树枝断落并非由于树木健康异常，更可能是树木对于恶劣天气情况的自然抵御机制引起。雪曼将军树“最大树木”的称谓基于其树干体积，故此次事故中它失去的树枝并不影响它的伟大称号。

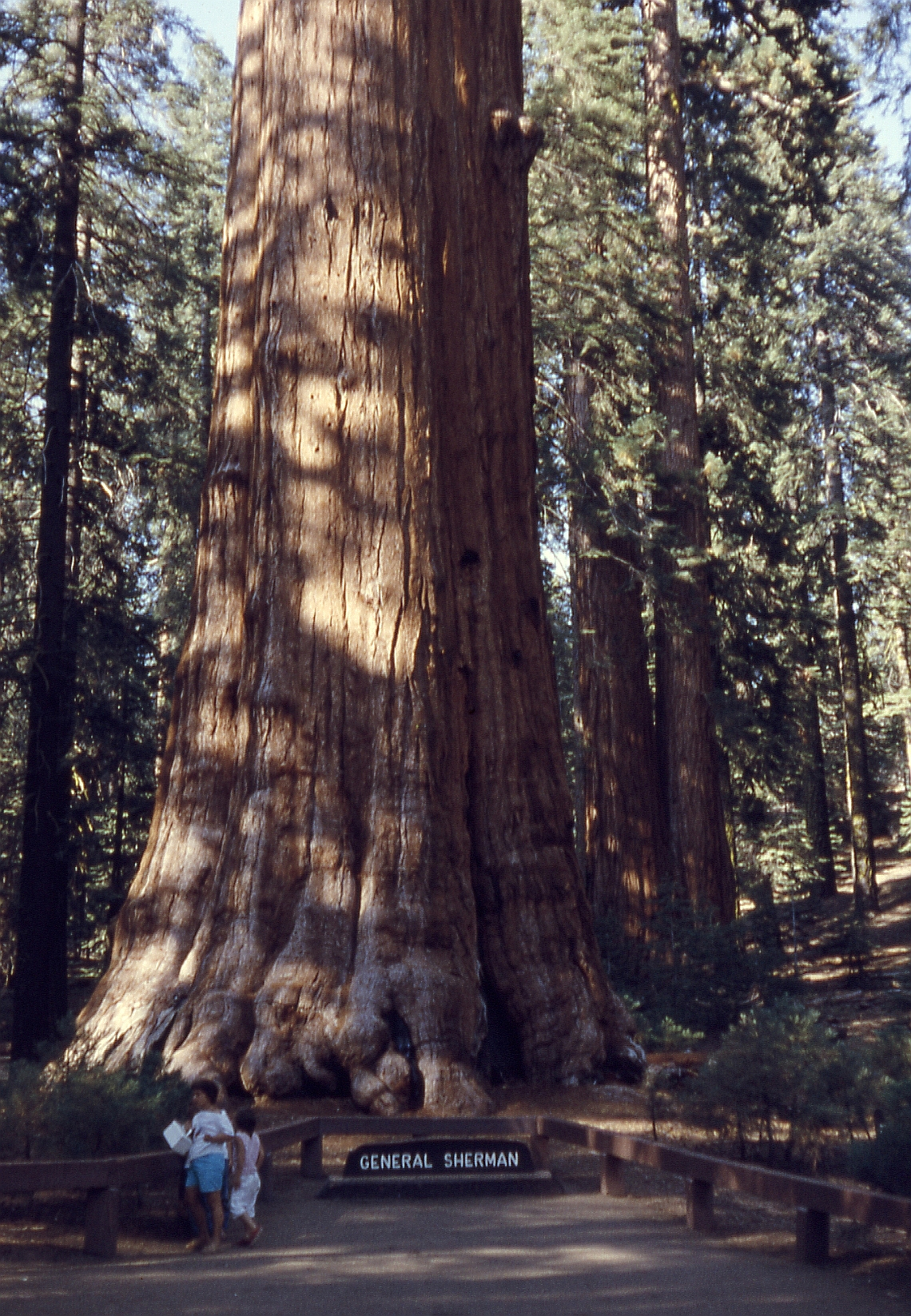
樹的底部，1962年9月

## 相关数据
| 底部以上高度       | 274.9英尺    | 83.8米   |
| 地面周长           | 102.6英尺    | 31.3米   |
| 底部最大直径       | 36.5英尺     | 11.1米   |
| 平均树冠阔度       | 106.5英尺    | 32.5米   |
| 树干估计体积       | 52,508 cu ft | 1,487 m3 |
| 总估重量（1938年） | 2,105短吨    | 1,910吨  |
| 树干估重（1938年） | 2,472,000磅  | 1,121吨  |